# Stazione di Grottammare
La stazione di Grottammare è situata nell'omonima cittadina posizionata sulla ferrovia Adriatica. Da essa transitano i treni regionali della linea Pescara-Ancona, delle tratte Ascoli Piceno-Ancona e Ascoli Piceno-Fabriano.

## Servizi
La stazione dispone di:
- Bar
- Servizi igienici